# Коркінський район
Коркінський район — муніципальне утворення в  Челябінської області РФ.
Адміністративний центр — місто Коркіно.

## Географія
Коркінський район знаходиться за 35 км на південь від Челябінська, межує з територіями Копейського міського округу, Єткульського та Сосновського районів. Розташований недалеко від автомагістралі Челябінськ — Магнітогорськ, поблизу залізниці Челябінськ — Троїцьк.

## Історія
Перша документальна згадка про Коркіно датується 1789 роком.
В 1931 році в Челябінському басейні відкрито одне з найбагатших за запасами вугілля Коркінське кам'яновугільне родовище.
З 1932 року — робітниче селище.
В 1942 році Указом Президії Верховної ради РРФСР робітниче селище Коркіно Єткульського району перетворене в місто обласного підпорядкування.
З 2005 року — Коркінський муніципальний район.

## Економіка
Основні галузі виробництва в районі: хімічна і нафтохімічна, чорна металургія, целюлозно-паперова (ТОВ «Фабрика ЮжУралКартон», машинобудування і металообробка, виробництво будівельних матеріалів.
Головною визначною пам'яткою є найглибший в Європі і другий у світі вугільний розріз, глибина якого досягає відмітки понад 500 метрів, в діаметрі — близько 7 кілометрів.